# فاندا منقطة
فاندا منقطة (الاسم العلمي:Vanda punctata) هي نوع من النباتات تتبع جنس الفاندا من الفصيلة السحلبية.